# 10134 Joycepenner
10134 Joycepenner este o planetă minoră (asteroid), cu un diametru de 4,59 km, din centura de asteroizi. A fost descoperită pe 17 aprilie 1993 la Observatorul La Silla de Henri Debehogne și a fost numită după Joyce E Penner⁠(d). 
Obiectul prezintă o orbită caracterizată de o semiaxă mare de 2,1964775 UAi, o excentricitate de 0,14, o înclinație de 7,52615 ° în raport cu ecliptica.